# Municipi de Cesvaine
El municipi de Cesvaine (en letó: Cesvaines novads) és un dels 110 municipis de la República de Letònia, que es troba localitzat al centre-est del país bàltic, i que té com a capital la localitat de Cesvaine. El municipi va ser creat l'any 2009 després d'una reorganització territorial.

## Ciutats i zones rurals
- Cesvaine (ciutat amb zona rural)

## Població i territori
La seva població està composta per un total de 3172 persones (2009). La superfície del municipi té uns 190,5 kilòmetres quadrats, i la densitat poblacional és de 16,65 habitants per kilòmetre quadrat.